# Xorides humos
Xorides humos är en stekelart som beskrevs av Ian D. Gauld 1997. Xorides humos ingår i släktet Xorides och familjen brokparasitsteklar. Inga underarter finns listade i Catalogue of Life.